# Hawaii County

De districten van Hawaii County: Puna (1), South Hilo (2), North Hilo (3), Hāmākua (4), North Kohala (5), South Kohala (6), North Kona (7), South Kona (8), Kaʻū (9).

Hawaii County is een county in de Amerikaanse staat Hawaï, tevens de grootste. De county seat is in Hilo.
De county, samenvallend met het eiland Hawaï ("Big Island"), heeft een landoppervlakte van 10.433 km² en telt 185.079 inwoners (volkstelling 2010).